# Plattenhöhe (Bayerischer Wald)
Die Plattenhöhe ist ein Berg im niederbayerischen Landkreis Regen. Sie befindet sich auf dem Gemeindegebiet von Rinchnach im Bayerischen Wald westlich von Kasberg, nördlich von Kandlbach und südlich der Bundesstraße 85 südlich von Hönigsgrub und Sitzhof. Westlich verläuft die Kreisstraße RE G4, die dort in die B 85 einmündet. An ihrer höchsten Erhebung misst die Plattenhöhe 690 m. An ihrem Osthang liegt die Straße „Plattenhöhe“ mit etwa sechs Häusern. Ebenfalls im Osten entspringt der Kandlbach. Nachbarberge sind der Gsengetstein (951 m), der Wagensonnriegel (959 m) und der Höhenzug Pfahl. 